# Hylophila
Hylophila – rodzaj roślin z rodziny storczykowatych (Orchidaceae). Obejmuje 5 gatunków występujących w Azji Południowo-Wschodniej i Oceanii w takich krajach i regionach jak: Archipelag Bismarcka, Borneo, Jawa, Małe Wyspy Sundajskie, Malezja Zachodnia, Nowa Gwinea, Filipiny, Wyspy Salomona, Sumatra, Tajwan, Tajlandia.

## Systematyka
Rodzaj sklasyfikowany do podplemienia Goodyerinae w plemieniu Cranichideae, podrodzina storczykowe (Orchidoideae), rodzina storczykowate (Orchidaceae), rząd szparagowce (Asparagales) w obrębie roślin jednoliściennych.
Wykaz gatunków
- Hylophila cheangii Holttum
- Hylophila lanceolata (Blume) Miq.
- Hylophila mollis Lindl.
- Hylophila nipponica (Fukuy.) T.P.Lin
- Hylophila rubra Ames